# Guillaume de Marcillat
Pour les articles homonymes, voir Marcillat (homonymie).

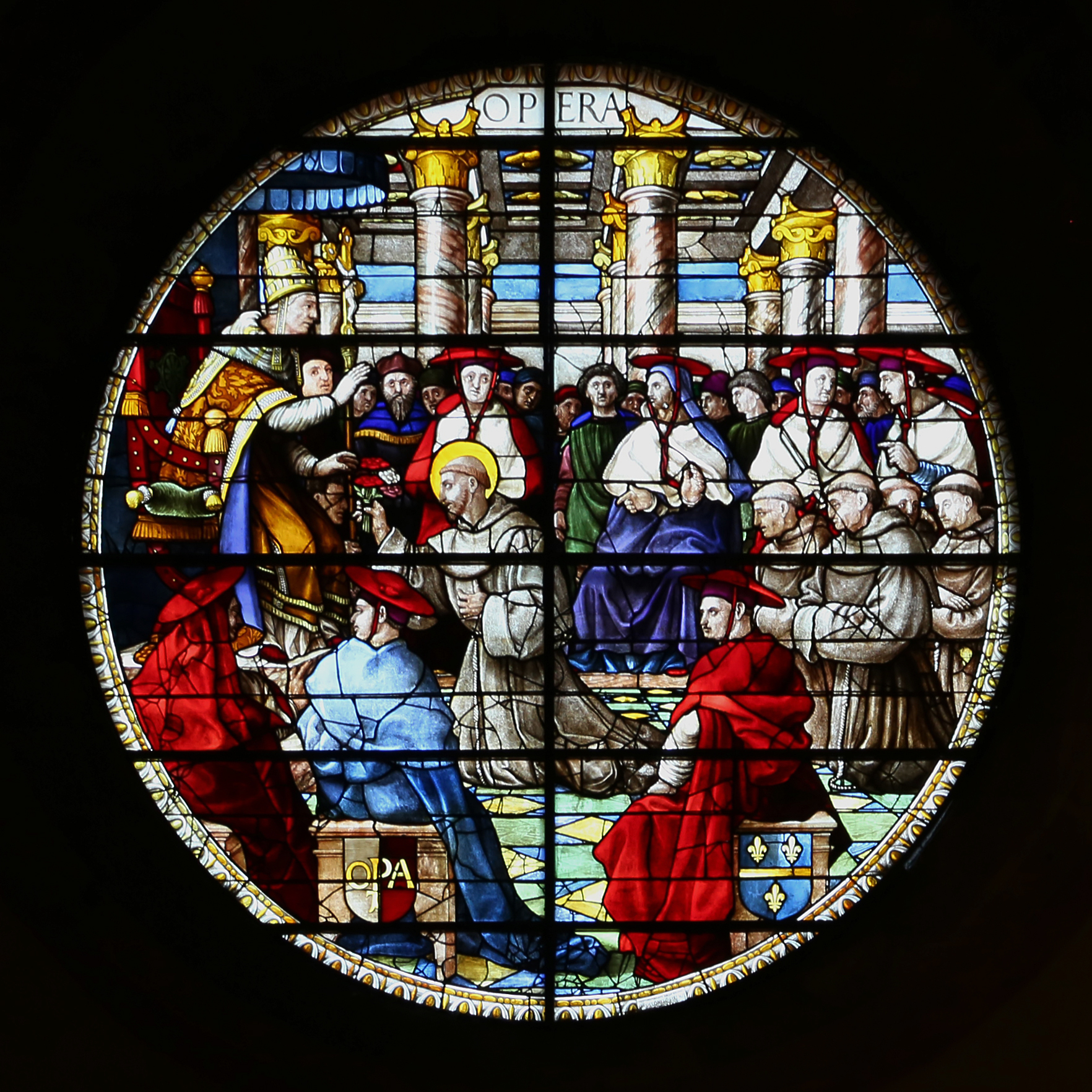
Rosace de l'église San Francesco d'Arezzo.

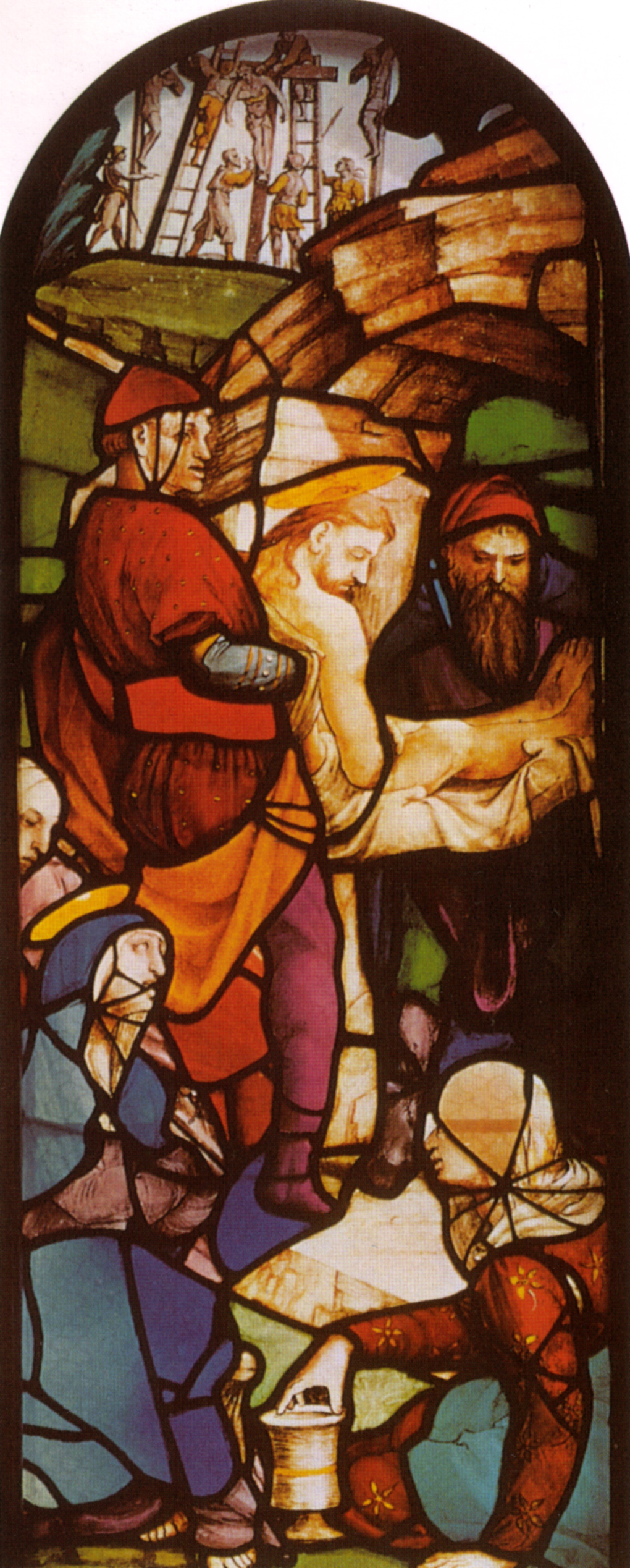
Trasporto di Cristo al sepolcro (Florence).

Guillaume de Marcillat (aussi nommé Guglielmo di Pietro de Marcillat ou Guglielmo da Marsiglia pour les Italiens), né à La Châtre, dans l'actuel département de  l'Indre, vers 1470 et mort à Arezzo le 30 juillet 1529, est un peintre français qui est célèbre pour ses vitraux historiés. Il a également réalisé des fresques et des tableaux. Il a vécu à Rome, Cortone et Arezzo et a réalisé des vitraux pour de nombreux lieux dans le nord de l'Italie. Vasari a fait ses premiers pas chez lui, et en fait le portrait dans Le Vite.

## Biographie

### En France
Guillaume de Marcillat, fils de Pierre de Marcillat, déclare dans son testament être né à La Châtre (Sciatra), de l'archidiocèse de Bourges. Sa date exacte de naissance est ignorée, on suppose qu'il est né vers 1468-1470, car Vasari, même s'il est imprécis et donne une année fausse pour sa mort, affirme que Marcillat était quinquagénaire en 1520 et qu'il avait soixante-deux ans l'année de sa mort. La famille Marcillat était une famille de bourgeois et petits notables bien établie dans le Bas-Berry. Le père de Guillaume, Pierre de Marcillat, est l'un des quatre-vingt bourgeois de La Châtre signataires de la Grande Charte de la ville avec Guy III de Chauvigny, seigneur de Châteauroux, en février 1462. Son cousin Simon fut receveur à la châtellenie de Châteaumeillant, secrétaire de Jeanne de Blois, puis seigneur d'Acre en 1517.
Peu de choses sont connues sur la vie de Marcillat avant 1515, mais on connaît plus de détails après cette date, car en plus de la description de Vasari, qui fut son élève, on dispose de deux registres de comptes autographes provenant du monastère de Camaldoli et conservés l'un dans les Archives d'État de Florence et l'autre dans la Bibliothèque communale d'Arezzo. Ceux-ci énumèrent les entrées et les sorties de l'artiste de 1515 à 1529, année de sa mort, et permettent de préciser la chronologie des créations de Marcillat.
Pour la période antérieure à 1515, le récit de Vasari affirme que le jeune Marcillat, bon dessinateur et maître verrier, fut contraint à revêtir l'habit dominicain pour échapper à une condamnation, après avoir été impliqué dans une bagarre qui s'était terminée par une mort d'homme. Il est mêlé à une rixe ayant abouti à une mort d'homme, et il entre chez les Dominicains pour se soustraire à la justice.

### Rome
Marcillat arrive en Italie au début des années 1500, avec maître Claude. Celui-ci avait été contacté par Bramante de la part du pape Jules II, car le pontife, qui avait vu à Rome quelques exemplaires de vitraux français, en voulut de semblables pour décorer les fenêtres des appartements du Vatican. La technique française du vitrail est alors plus raffinée et plus évoluée que celle des Italiens. L'appartenance de Marcillat à l'ordre dominicain, probablement dans le diocèse de Nevers, est confirmée par les brefs du pape ; par contre rien ne permet de préciser la date ou les circonstances de son arrivée en Italie, ni s'il y avait fait un arrêt en Lombardie, comme cela a été suggéré.
Les vitraux exécutés avec maître Claude pour les appartements du Vatican ont été détruits, selon Vasari, pendant le sac de Rome (1527). On ne connaît pas le lieu de leur installation ni leur disposition dans les salles.
Le pape Jules II, par un bref apostolique du 19 octobre 1509 qui le qualifie de religieux profès de l'ordre des Frères prêcheurs au couvent de Nevers, le relève de ses vœux de moine dominicain, et l'autorise à choisir entre l'habit de Saint-Dominique et celui des chanoines réguliers de saint Augustin. Ayant opté pour ce dernier, Marcillat reçoit, par une autre bulle du 15 février 1510, le prieuré Saint-Thiébaut de Saint-Mihiel dans le diocèse de Verdun,. Cette prébende, dont il prend possession par procuration le 4 mars 1511, lui vaut le surnom de « priorino » (petit prieur, peut-être à cause de sa taille) et de « prieur français ».
Toujours pour Jules II, et selon Vasari encore en collaboration avec maître Claude, Marcillat exécute deux vitraux pour le chœur de l'église Sainte-Marie-du-Peuple en 1509. Encore en place, très restaurés, les vitraux représentent des Épisodes de la vie de Marie et de Jésus et  sont surmontés du blason pontifical. L'arrière-plan avec des architectures au goût de Bramante et la clarté de l'espace montrent l'adaptation de Marcillat au langage de la Renaissance.
Aux dires de Vasari, maître Claude meurt à Rome peu après l'exécution de cette œuvre pour avoir « trop mangé, ce qui est funeste dans le climat de Rome ». Marcillat continue seul. On est sans nouvelles de lui pendant environ cinq ans, quand sa présence est documentée en 1515 à Cortone au service de Silvio Passerini. On n'a pas de preuve d'une participation de Marcillat à la décoration des pièces de Raffael au Vatican. Silvio Passerini, dataire de Léon X et cardinal depuis 1517, charge Marcillat de quelques interventions décoratives dans son palais.

### Cortone
De Rome, il part à Cortona en 1515, au service du cardinal Silvio Passerini, et il fait des interventions décoratives dans son palais. Il exécute entre 1515 et 1517, d'après des factures retrouvées, quarante-quatre fenêtres dont huit « figurées » avec des personnifications de la Vertu, et les restantes avec des blasons papaux ou simplement blanches. En outre il crée sur la façade de l'immeuble une fresque représentant les fondateurs mythiques de Cortone, Corito et Dardano accompagnés du blason pontifical.
Dans ces années, Marcillat reçoit de nombreuses commandes, surtout de vitraux pour des églises et couvents, à Cortone et aux alentours. Au début de 1516, deux vitraux lui sont commandés pour le chœur de la cathédrale de Cortone. Aujourd'hui ils ne sont plus dans l'église. La Nativité de Christ est à Détroit (Institute of arts) et l'Adoration des Mages est à Londres (Victoria and Albert Museum). Ils sont ornés du blason de Léon X et ils témoignent d'une certaine synthèse entre le langage de la renaissance nordique et le style toscan, aussi dans les choix iconographiques.
Dans les années 1516-17, Marcillat exécute des vitraux pour l'église Sainte-Marie-des-Grâces à Calcinaio près de Cortone. Trois subsistent aujourd'hui et sont sûrement authentifiés. Un beau vitrail de Guillaume de Marcillat (1516) décore la rosace de la façade. L'image est basée sur la Sainte Vierge des Grâces qui accueille sous son manteau de nombreux fidèles parmi lesquels on peut identifier le pape Léon X, l'empereur Maximilien Ier d'Autriche et l'évêque de Cortona, Francesco Soderini. Le blason qui y figure est celui de la famille des Ridolfini de Cortone, qui commanda l’œuvre. Deux autres vitraux représentent Saint Paul et Saint Sébastien.
En 1516, un premier vitrail lui est commandé pour la cathédrale d'Arezzo avec comme sujet Sainte Lucie et saint Silvestre. Cette commande sera suivie d'une autre pour sept vitraux. Malgré ses engagements en Toscane, Marcillat s'installe en novembre 1518 à Rome, où il loue deux pièces rue Alexandrina. À Rome, le 19 janvier 1519, Giovanni De Belza, flamand, protonotaire apostolique, commande à Marcillat un œil-de-bœuf pour le façade de l'Église Santa Maria dell'Anima ; la commande précise qu'il représente « la Vierge sur un croissant de lune, des saints, le commanditaire, l'empereur, l'archiduc de la Bourgogne et le blason de Léon X » ; l'œuvre a aujourd'hui disparu. Toujours à Rome, Marcillat crée entre juillet 1519 et février 1520, quelques vitraux dans les appartements du Vatican de Léon X, pour le compte de Filippo Adimari. Ils sont décrits dans les registres comptables comme ornés de blasons pontificaux, de puttis et d'autres décorations. Les vitraux n'ont pas survécu, et il est difficile d'établir leur disposition exacte.

### Arezzo
En juillet 1520, Marcillat revient à Arezzo, où il continue l'exécution des vitraux de la cathédrale et il reçoit le 4 août la commande du premier vitrail pour l'église della Santissima Annunziata (it), la rosace saint Jérôme. Un moment décisif pour la carrière arétine de Marcillat est la commande du 31 décembre 1520 de la décoration à la fresque des trois premières travées de la nef centrale de la cathédrale elle-même. Le paiement comprend l'usufruit d'une ferme à Fontesecca ; en novembre 1521 Marcillat fait l'acquisition d'une maison à Arezzo.
De l'ensemble de huit vitraux créés par Marcillat pour la cathédrale d'Arezzo entre le 1516 et le 1524, celui intitulé Saint Antoine et Saint Nicolas a disparu ; restent Ss. Lucia et Silvestro, La Pentecôte, Le baptême de Christ, La vocation de Matteo, La resurrezione de Lazare, L'expulsion des marchands du temple, et Christ et l'adultère. Sainte Lucie et Saint Silvestre, La Descente du Saint-Esprit (1518), Le Baptême du Christ, La Vocation de saint Mathieu, La Résurrection de Lazare, Le Christ chassant les marchands du temple, La Femme adultère.
Dans ces œuvres, Marcillat atteint la pleine maturité dans la technique et dans le langage du vitrail. Les compositions sont d'une maîtrise spatiale extraordinaire, et même contraintes dans un format vertical difficile, les formes sont conformes au virage maniériste de l'école de Raffael. La richesse des effets de couleur et le goût pour le détail soulignent l'efficacité théâtrale des scènes.
Le vitrail de la rosace pour la façade de Saint-François à Arezzo est également de Marcillat, il date de 1524 et représente Le pape Honorius III approuve l'indulgence de saint François d’Assise. Il contient une représentation de Piero della Francesca, vieux et presque aveugle.
Entre le 1520 et le 1525, Marcillat crée un groupe de six vitraux pour l'église della Santissima Annunziata (it), commandé par la Compagnie de la Sainte Annonciation et des notables locaux. Le vitrail de l'Annonciation est perdu, mais on peut encore voir en place le Mariage de la Vierge, l'Assomption, S. Gerolamo, S. Maria Maddalena.
En octobre 1526, Marcillat est chargé de continuer les fresques dans les trois premières nefs latérales, mais l'œuvre est interrompue après la première travée par la mort de l'artiste.
Le cycle comprend des Histoires de l'Ancien Testament, dans les trois travées centrales, Histoires du Nouveau Testament dans la travée latérale et des représentations des Vertus et vices. Malgré quelques incertitudes dans l'exécution technique, le langage est d'un grand intérêt par l'adaptation aux expressions novatrices du maniérisme tosco-romain. Il fait ressortir le style à la Michel-Ange de quelques représentations, même si les formes sont parfois gauches. La travée unique dédiée au Nouveau Testament, terminée en 1528, montre dans le style aéré du nouveau style du quattrocentro bien aéré un nouveau virage dans l'évolution de Guillaume.
Dans ses dernières années, Marcillat reçoit diverses commandes à l'extérieur d'Arezzo, comme le vitrail l'Annonciation des saints de 1526-28 pour Pérouse qui est perdu, et le vitrail pour la chapelle Capponi de l'église Sainte-Félicité à Florence de 1526. Ce dernier représente le Transport du Christ au sépulcre et est conservé au palais Capponi aux Rovinate à Florence. Il était inséré dans le programme complexe de la décoration du Pontormo commissionné par Ludovic Capponi, marchand florentin avec qui Marcillat il avait des rapports commerciaux depuis 1519, pour l'acquisition de verres.
Le vitrail intitulé l'Arbre de Saint-Dominique, créé entre 1526 et 1528 pour l'Église Saint-Dominique d'Arezzo et mentionné par Vasari a disparu ; le tableau pour la chapelle de la conception dans l'église Saint-François en 1528 aurait par contre été retrouvé. Identifié avec une peinture représentant La Dispute des pères d'église sur l'immaculée conception (Musée de Bode, Berlin), l'œuvre est d'un grand intérêt car c'est un rare témoignage de peinture de chevalet de Marcillat, et aussi parce que le visage d’Origène est son autoportrait, reconnaissable par comparaison avec le portrait inséré dans les Vies de Vasari.
Le 15 juillet 1529, Marcillat enregistre encore la commande d'un œil-de-bœuf avec la communion des apôtres et le blason des Baglioni pour la basilique Saint-Sominique à Pérouse mais, tombé gravement malade, il fait son testament le 30 juillet et meurt le même jour dans sa maison d'Arezzo.
Dans son testament,, il fait des legs à ses collaborateurs Pastorino de Sienne et Stagio Sassoli, et instaure comme héritiers universels les moines de l'ermitage de Camaldoli (it) à Camaldoli, de l'ordre des Camaldule. Il déclare qu'il veut être enterré dans l'église Saint-Sauveur dans l'ermitage dit des Camaldules du diocèse d'Arezzo.

## Technique
Il a mis au point plusieurs techniques du vitrail. Il faisait construire des fours spéciaux, il avait sa propre composition de la grisaille et il utilisait un verre très blanc qu'il le faisait venir de France. Parlant de La vocation de saint Mathieu, Vasari écrit : « Les effets de la perspective, les escaliers, les figures, le paysage, y sont rendus avec une telle perfection, que l'on dirait que ce sont point des vitraux, mais des merveilles tombées du ciel pour la consolation des hommes. ». Vasari remarque aussi l'intelligence dans la composition qui fait en sorte que les enchâssures de plomb sont dissimulées dans les ombres ou les plis des draperies. Guillaume se servait de deux couleurs pour les ombres, l'un des battitures de fer, pour le noir, l'autre de cuivre, pour les couleurs tannées. Il utilisait aussi une pierre rouge, le lapis amotica qui sert à brunir l'or.
Sa technique particulière consistait dans sa « hardiesse à attaquer le verre » (Vasari) : Dans la peinture sur verre, chaque feuille est couverte, d'un côté, d'une couche de bleu, vert ou rouge. Il s'agit d'enlever par endroits cette couche afin de la remplace sur le verre redevenu blanc par une autre teinte. Guillaume écorchait franchement le verre, tandis que d'autres, « ayant moins de confiance dans leur verre, se résignaient à les user avec de l'émeri ».

## Œuvres

### Rome
- Épisodes de la vie de Marie et de Jésus (1509) vitrail, chœur de l'église Sainte-Marie-du-Peuple
- Scènes de l'Ancien Testament, fresques de voûtes au Vatican

### Arezzo
- Cycle de sept vitraux (1517-1524) Cathédrale San Donato (Arezzo) :
  - Sainte Lucie et Saint Silvestre (1517), abside de gauche
  - La Descente du Saint-Esprit (1518), rosace
  - Le Baptême du Christ (1519)
  - La Vocation de saint Mathieu (1520)
  - La Résurrection de Lazare (1520)
  - Le Christ chassant les marchands du temple (1524)
  - La Femme adultère (1524)
- Fresques de la voûte Cathédrale San Donato (Arezzo)
- Cinq vitraux dans l'église della Santissima Annunziata (it) (1520-1525) :
  - Le Mariage de la Vierge
  - L'Assomption de la Vierge
  - Saint Jérôme
  - Sainte Marie-Madeleine
  - Saint Antoine.
- Le pape Honorius III approuve l'indulgence de saint François d’Assise (1524), rosace de la Basilique San Francesco (il contient une représentation de Piero della Francesca, vieux, devenu presque aveugle).
- Dans la province, à Monte San Savino

### Cortone
- Vierge de miséricorde (1517) dite Mater Omnium[15] et
- Saint Sébastien, chapelle Ridolfini, dans l'église du Calcinaio

### Pérouse
- Priorino, chapelle Belli de la Basilique San Domenico

### Florence
- Transport au sépulcre (1526), à la chapelle Capponi; l'original est au Palazzo Capponi delle Rovinate (it), la chapelle possède une copie.

### Hors de l'Italie
- Nativité (1517), vitrail du dôme de Cortone, maintenant au Detroit Institute of Arts, Michigan,
- Adoration des mages (1517), vitrail du dôme de Cortone, maintenant au Victoria and Albert Museum, Londres,